# Embalse de Montijo
Embalse de Montijo este o arie protejată (arie de protecție specială avifaunistică — SPA) din Spania întinsă pe o suprafață de 393,73 ha, integral pe uscat.

## Localizare
Centrul sitului Embalse de Montijo este situat la coordonatele 38°55′49″N 6°23′16″W / 38.9303°N 6.3878°V.

## Înființare
Situl Embalse de Montijo a fost declarat arie de protecție specială avifaunistică în iunie 2003 pentru a proteja 67 de specii de animale.

## Biodiversitate
Situată în ecoregiunea mediteraneană, aria protejată conține 5 habitate naturale: Galerii și tufărișuri riverane sudice (Nerio-Tamaricetea și Securinegion tinctoriae), Pajiști umede mediteraneene cu ierburi înalte de Molinio-Holoschoenion, Dehesas cu Quercus spp. perene, Tufărișuri termo-mediteraneene și de pre-deșert, Galerii de Salix alba și de Populus alba.
La baza desemnării sitului se află mai multe specii protejate:
- păsări (58): lăcar mare (Acrocephalus arundinaceus), lăcar-de-lac (Acrocephalus scirpaceus), fluierar de munte (Actitis hypoleucos), pescăruș albastru (Alcedo atthis), rață lingurar (Anas clypeata), rață pitică (Anas crecca), rață mare (Anas platyrhynchos), lăstunul mare (Apus apus), Apus pallidus, stârc cenușiu (Ardea cinerea), stârc roșu (Ardea purpurea), stârc galben (Ardeola ralloides), Bubulcus ibis,  prundaș gulerat mic (Charadrius dubius), chirighiță-cu-obraz-alb (Chlidonias hybridus), chirighiță neagră (Chlidonias niger), barză albă (Ciconia ciconia), șerpar (Circaetus gallicus), erete de stuf (Circus aeruginosus), cuc (Cuculus canorus), lăstun de casă (Delichon urbica), egretă albă (Egretta alba), egretă mică (Egretta garzetta), lișiță (Fulica atra), becațină comună (Gallinago gallinago), găinușă de baltă (Gallinula chloropus), pescăriță râzătoare (Gelochelidon nilotica), piciorong (Himantopus himantopus), Hippolais polyglotta, rândunică roșcată (Hirundo daurica), rândunică (Hirundo rustica), stârc pitic (Ixobrychus minutus), sfrâncioc cu cap roșu (Lanius senator), pescăruș negricios (Larus fuscus), pescăruș râzător (Larus ridibundus), privighetoare (Luscinia megarhynchos), gușă albastră (Luscinia svecica), prigoare (Merops apiaster), gaia neagră (Milvus migrans), gaia roșie (Milvus milvus), stârc de noapte (Nycticorax nycticorax), grangur (Oriolus oriolus), vultur pescar (Pandion haliaetus), cormoran mare (Phalacrocorax carbo), lopătar (Platalea leucorodia), țigănuș (Plegadis falcinellus), corcodel mare (Podiceps cristatus), corcodel-cu-gât-negru (Podiceps nigricollis), Porphyrio porphyrio, cristei de baltă (Rallus aquaticus), lăstun de mal (Riparia riparia), chiră mică (Sterna albifrons), turturică (Streptopelia turtur), corcodel mic (Tachybaptus ruficollis), Tachymarptis melba, fluierar cu picioare verzi (Tringa nebularia), pupăză (Upupa epops), nagâț (Vanellus vanellus)
- amfibieni (1): Discoglossus galganoi
- mamifere (1): vidră de râu (Lutra lutra)
- nevertebrate (1): Apteromantis aptera
- pești (5): Alosa alosa, Cobitis paludica, Luciobarbus comizo, Pseudochondrostoma willkommii, Rutilus alburnoides
- reptile (1): Mauremys leprosa

Pe lângă speciile protejate, pe teritoriul sitului au mai fost identificate 32 de specii de păsări, 4 specii de amfibieni, 2 specii de nevertebrate, 11 specii de pești, 3 specii de reptile.